# Gliese 581
Gliese 581 (wymowa /ˈɡliːzə/) – czerwony karzeł typu widmowego M5,0 V znajdujący się w gwiazdozbiorze Wagi 20 lat świetlnych od Ziemi. Gliese 581 jest na 89. miejscu na liście najbliższych Słońcu gwiazd i jest jednym z najbliższych systemów planetarnych. Masa oraz promień gwiazdy wynoszą w przybliżeniu jedną trzecią masy i promienia Słońca. Po licznych obserwacjach odkryto cztery planety orbitujące wokół Gliese 581: e, b, c, d (istnienie tej planety jest kwestionowane). Analizy z 2010 roku sugerowały istnienie jeszcze dwóch planet, g i f, jednak późniejsze badania w roku 2014 wykluczyły istnienie tej pierwszej, a prawdopodobieństwo istnienia drugiej jest bardzo wątpliwe. Gliese 581 jest gwiazdą zmienną typu BY Draconis.

## Charakterystyka

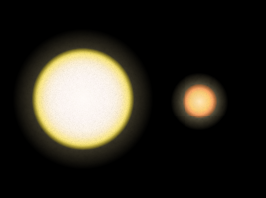
Porównanie rozmiarów Słońca i Gliese 581

### Nazwa
Nazwa Gliese 581 pochodzi z wydanego w 1957 roku Katalogu Gliesego, zbioru gwiazd znajdujących się w promieniu 25 parseków od Słońca. Inne nazwy to między innymi BD-07° 4003, z katalogu gwiazd Bonner Durchmusterung, w którym po raz pierwszy pojawiła się wzmianka o tej gwieździe, oraz HO Librae (nazwa nadana zgodnie z zasadami nazewnictwa gwiazd zmiennych). Gliese 581 nie posiada swojej indywidualnej nazwy tak jak Syriusz czy Procjon.

### Położenie
Gliese 581 jest czerwonym karłem typu widmowego M5,0 V znajdującym się w gwiazdozbiorze Wagi, 20,5 roku świetlnego od Ziemi. Na nocnym niebie znajduje się około dwa stopnie na północ od najjaśniejszej gwiazdy gwiazdozbioru Wagi, beta Librae. Ze względu na swoją niską jasność nie jest widoczna gołym okiem. 

## Układ planetarny

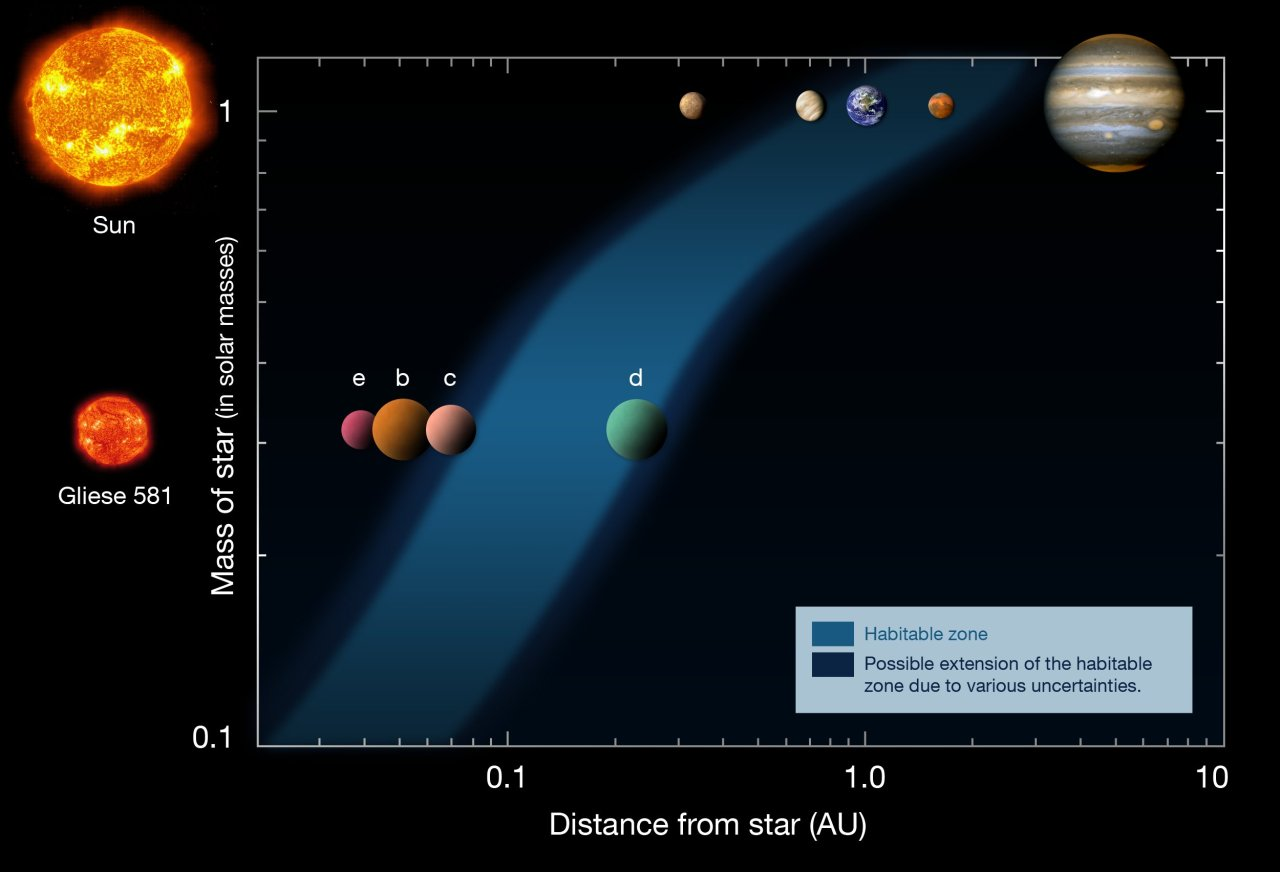
Porównanie układów: Słonecznego i Gliese 581 z zaznaczoną ekosferą - „strefą życia”

Do października 2010 roku ogłoszone zostało odkrycie 6 planet okrążających Gliese 581, z których istnienie dwóch ostatnich zostało zakwestionowane. Pierwszą odkrytą planetą w tym układzie jest Gliese 581 b, którą odkryto w sierpniu 2005, o masie nieco mniejszej od masy Neptuna. Jest to najmasywniejsze znane ciało krążące wokół tej gwiazdy.
W kwietniu 2007 odkryte zostały dwie planety kilkakrotnie masywniejsze od Ziemi – Gliese 581 c oraz d, która krąży blisko zewnętrznego skraju ekosfery i może być dużą planetą skalistą lub oceaniczną. W 2009 odkryto krążącą najbliżej gwiazdy skalistą planetę o masie prawie dwukrotnie większej od Ziemi, Gliese 581 e. Promień największych planet typu ziemskiego w tym układzie może wynosić nawet 12 000 km, prawie 2 razy więcej niż Ziemi.
30 września 2010 doniesiono o odkryciu 2 nowych planet: Gliese 581 f i g. Parametry fizyczne i orbitalne planet sugerowały, że planeta g jest ciałem skalistym, krążącym w środkowej części ekosfery swojej gwiazdy, a zatem na jej powierzchni może się utrzymywać woda w stanie ciekłym. Wiele wskazywało, że jest to planeta najbardziej podobna do Ziemi spośród wszystkich dotąd odkrytych. Istnienia tych dwóch ciał nie potwierdzały jednak opublikowane niedługo później dane ze spektrometru HARPS. Dalsze obserwacje i analizy danych również podważają istnienie tych planet.
Ze względu na specyficzną budowę (umożliwiającą teoretycznie istnienie życia na niektórych planetach) układ Gliese 581 stał się obiektem zainteresowania wielu artystów i twórców SF.
Istnienie planet d i g zostało podane w wątpliwość w roku 2014. Po analizie danych spektroskopowych astronomowie doszli do wniosku, że źródłem sygnału branego za dowód istnienia tych planet jest w rzeczywistości sama gwiazda i zachodzące na jej powierzchni zjawiska magnetyczne zbliżone charakterem do plam słonecznych. Istnienie planet b, c i e nie budzi wątpliwości. Metoda użyta przez tych badaczy została jednak uznana za nieadekwatną przez innych uczonych, którzy twierdzą, że aktywność gwiazdy nie stoi w sprzeczności z istnieniem planety d.